# ハンカ・クフェルナーゲル
ハンカ・クフェルナーゲル（Hanka Kupfernagel, 1974年3月19日- ）は、ドイツ・ゲーラ出身の女子自転車競技選手。

## 来歴
2000年より女子種目が開始された世界自転車選手権・シクロクロスの初代女王に輝き、これまで4度世界一の座に就いているが、同種目において表彰台に上がれなかった年度はこれまで12回中わずか3回だけである。
ロードレースの実績としては、2000年シドニーオリンピックの個人ロードレースにおいて、この大会で見事「三冠王」に輝くことになる、レオンティエン・ファンモールセルと同タイムゴールで銀メダルを獲得したことがある他、世界選手権の個人ロードでも1998年に3位に入ったことがある。また、2007年の世界選手権・個人タイムトライアルでは、連覇を狙うクリスティン・アームストロングを23.5秒差下して初の同種目制覇を果たした。
この他、MTBにも取り組んでいる。また、1997年から1999年までUCIロードレース女子ランキング第1位に輝いた。なお、弟のシュテファンも自転車競技選手である。